# سيرجيو ألفونسو رودريغيز
سيرجيو ألفونسو رودريغيز (بالإسبانية: Sergio Alfonso Rodríguez) هو لاعب كرة قدم مكسيكي، ولد في 26 نوفمبر 1995. لعب مع نادي أطلس.